# Viana do Alentejo
Viana do Alentejo község és település Portugáliában, Évora kerületben. A település területe 393,67 négyzetkilométer.
Viana do Alentejo lakossága 5743 fő volt a 2011-es adatok alapján. A településen a népsűrűség 15 fő/ négyzetkilométer. A település jelenlegi vezetője Bernadino Bengalinha Pinto.
A település napja minden év január 13-ára esik.
A község a következő településeket foglalja magába, melyek:
- Aguiar
- Alcáçovas
- Viana do Alentejo

## Fordítás
Ez a szócikk részben vagy egészben  a   Viana do Alentejo című angol Wikipédia-szócikk ezen változatának fordításán alapul.  Az eredeti cikk szerkesztőit annak laptörténete sorolja fel. Ez a jelzés csupán a megfogalmazás eredetét és a szerzői jogokat jelzi, nem szolgál a cikkben szereplő információk forrásmegjelöléseként.